# Černín
Černín település Csehországban, a Znojmói járásban. Černín Běhařovice, Jevišovice, Slatina, Střelice és Vevčice településekkel határos. Lakosainak száma 155 fő (2024. január 1.).

## Népesség
A település lakosságának változását az alábbi diagram mutatja:
| Lakosok száma | 344  | 388  | 444  | 310  | 192  | 146  | 137  | 146  | 149  | 155  |
|               | 1869 | 1890 | 1921 | 1950 | 1980 | 2001 | 2017 | 2019 | 2022 | 2024 |